# Mihran Krikor Kassabian
Mihran Krikor Kassabian (ur. 25 sierpnia 1870 w Kayseri, zm. 14 lipca 1910 w Filadelfii) – armeńsko-amerykański lekarz radiolog. Studiował medycynę w Londynie, ukończył w 1898 Medico-Chirurgical College w Filadelfii. Od 1902 był dyrektorem pracowni rentgenowskiej w Philadelphia Hospital. Zmarł w 1910 roku z powodu choroby popromiennej.

## Wybrane prace
- X-ray as a irritant (1900)
- Technique of x-ray work (1901)
- Instantaneous skiagraphy (1903)
- Instantaneous skiagrapghy of the thoracic organs (1903)
- The medico-legal value of the Roentgen rays (1904)
- Roentgen rays and electrotherapeutics (1907)